# Актиномицеты
Актиномицеты (лат. Actinomycetota или актинобактерии лат. Actinobacteria) — тип грамположительных бактерий с высоким содержанием гуанина и цитозина, который включает как одноимённый класс, так и 5 других классов. Могут быть наземными, либо водными обитателями. Было предложено классифицировать актиномицетов по РНК, либо по анализу глутаминсинтетазы.

## Места обитания и образ жизни
Актинобактерии населяют почвы, а также пресные и морские воды. Они играют важную роль в разложении органических веществ, таких, как целлюлоза и хитин, и таким образом принимают участие в круговороте органических веществ и в углеродном цикле. Это пополняет запас питательных веществ в почве, что важно для образования перегноя. Другие актинобактерии обитают на растениях и животных, включая некоторых патогенных, таких, как микобактерии, стрептомицеты.

## Характерные особенности
Некоторые виды формируют ветвящиеся нити, похожие на мицелий. Из-за этого они и получили название «актиномицеты» и первоначально были отнесены к грибам. Большее количество видов — аэробные, однако несколько, например, Actinomyces israelii, могут существовать в анаэробных условиях.
Отдельные виды актинобактерий отвечают за специфический запах, исходящий из почвы после дождя. Это происходит в основном на территориях с тёплым климатом.

## Классификация
На декабрь 2017 года в тип актинобактерий включают следующие таксоны до порядка включительно:
- Класс Acidimicrobiia Norris 2013
  - Порядок Acidimicrobiales Stackebrandt et al. 1997 emend. Zhi et al. 2009
- Класс Actinobacteria Stackebrandt et al. 1997 — Актиномицеты
  - Порядок Acidothermales Sen et al. 2014
  - Порядок Actinomycetales Buchanan 1917 emend. Zhi et al. 2009 — Актиномицеты
  - Порядок Bifidobacteriales Stackebrandt et al. 1997 emend. Zhi et al. 2009
  - Порядок Frankiales Sen et al. 2014
  - Порядок Geodermatophilales Sen et al. 2014
  - Порядок Kineosporiales Kämpfer 2015
  - Порядок Micrococcales Prévot 1940
  - Порядок Nakamurellales Sen et al. 2014
  - Порядок Nitriliruptorales Sorokin et al. 2009
- Класс Coriobacteriia König 2013
  - Порядок Coriobacteriales Stackebrandt et al. 1997 emend. Zhi et al. 2009
  - Порядок Eggerthellales Gupta et al. 2013
- Класс Nitriliruptoria Ludwig et al. 2013
  - Порядок Egibacterales Zhang et al. 2016
  - Порядок Euzebyales Kurahashi et al. 2010
- Класс Rubrobacteria Suzuki 2013
  - Порядок Gaiellales Albuquerque et al. 2012
  - Порядок Rubrobacterales Rainey et al. 1997 emend. Zhi et al. 2009
  - Порядок Solirubrobacterales Reddy and Garcia-Pichel 2009
- Класс Thermoleophilia Suzuki and Whitman 2013
  - Порядок Thermoleophilales Reddy and Garcia-Pichel 2009

## Использование человеком
Актинобактерии хорошо известны как производители вторичных метаболитов, чем порождают фармакологический и коммерческий интерес. В 1940 году Зельман Ваксман обнаружил, что бактерии, живущие в почве, вырабатывают актиномицин. После этого были открыты сотни других антибиотиков натурального происхождения, вырабатываемых этими микроорганизмами.